# Gnodstadt (Adelsgeschlecht)

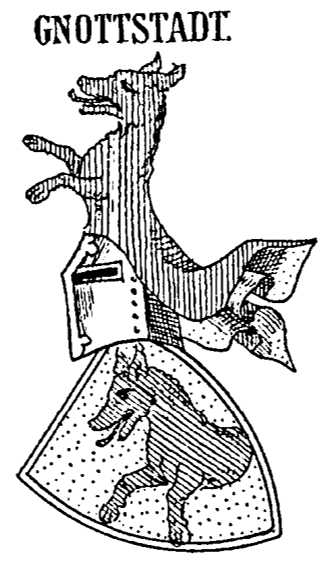
Wappen derer von Gnottstadt in Siebmachers Wappenbuch

Gnodstadt (auch Gnottstadt) ist der Name eines fränkischen Rittergeschlechts. Die Familie, die im Raum um das namensgebende Gnodstadt, in Rüdenhausen, Bibergau und in Lülsfeld
begütert war, wird zwischen dem 13. Jahrhundert und dem 16. Jahrhundert erwähnt. 

## Geschichte
Die Geschichte der Herren von Gnodstadt wurde von der Familie selbst bis ins 12. Jahrhundert zurückprojiziert, was die Familie zu einem der uradeligen Geschlechter Frankens gemacht hätte. Für die Existenz des 1119 genannten Bernwolf von Gnodstadt und des 1179 erwähnten Heinrich von Gnodstadt fehlen allerdings urkundliche Belege. Wahrscheinlich hatte die Familie im Ortskern von Gnodstadt ihren Sitz, wobei heute keine Spuren dieses Burgstalls mehr existieren. Erster urkundlich nachweisbarer Vertreter der Familie ist Otto von Gnodstadt, der zwischen 1240 und 1252 mehrfach als Zeuge in Urkunden genannt wird. Er hatte, genau wie sein Sohn Friedrich, nicht nur in Gnodstadt Güter und Rechte, sondern war auch im heute zu Ochsenfurt gehörenden Hopferstadt begütert. 
Im 14. Jahrhundert wurde die Familie aus dem Stammsitz in Gnodstadt verdrängt und übernahm in der Folge neue Besitzungen in Rüdenhausen. 1376 gelang es ihnen in den Besitz der sogenannten Veste bei der Kirche zu kommen, die mit gewissen Anteilen an der Dorfherrschaft verbunden war. Cunz bzw. Konrad von Gnodstadt erhielt die Veste „do er inne siczet“. Als Lehensnehmer der Würzburger Bischöfe im Ort trat in der zweiten Hälfte des 14. Jahrhunderts Arnold von Gnodstadt in Erscheinung. Dieser schloss allerdings auch Verträge mit den Burggrafen von Nürnberg und ermöglichte ihnen so, auf die Befestigung in Rüdenhausen in Kriegszeiten zuzugreifen. Konrad III. von und zu Gnodstadt konnte die Besitzungen seiner Familie in der ersten Hälfte des 15. Jahrhunderts dann um Bibergau und Sambach erweitern.
Der Sohn des Konrad, Burkhard, erweiterte die Einflussgebiete um den Schwanberg. Sein Bruder gilt als der Begründer der Bibergauer Linie. Mitglieder der Familie agierten in dieser Zeit außerdem als Amtmänner für die Nürnberger Burggrafen und als Schultheißen im Dienste des Bamberger Fürstbischofs. Zeitweise amtierte Burkhard sogar als Stadtschultheiß von Bamberg, nachdem er zuvor in den Verdacht geraten war, sich als Raubritter betätigt zu haben. Der Sohn Kaspar von Gnodstadt folgte seinem Vater im Schultheißenamt nach und konnte die Besitzungen der Familie im Steigerwald entscheidend erweitern. Im Deutschen Bauernkrieg kämpfte Georg von Gnodstadt auf der Seite des Würzburger Bischofs Konrad von Thüngen und wurde Amtmann in Iphofen. Mit ihm starb das Geschlecht 1533 aus.

## Mitglieder
Große Teile der Stammliste der Herren von Gnodstadt lassen sich rekonstruieren. Insgesamt entstanden nach der Aufgabe der ursprünglichen Güter um das namensgebende Gnodstadt zwei Linien, die sich nach den Ansitzen in Rüdenhausen und Bibergau nannten. Bemerkenswert ist, dass mit Hans von Gnodstadt zu Bibergau ein Sohn des Kilian von Thüngen den Namen und Titel der Mutter übernahm und so im ausgehenden 15. Jahrhundert die Linie Bibergau vor dem Aussterben bewahrt wurde.

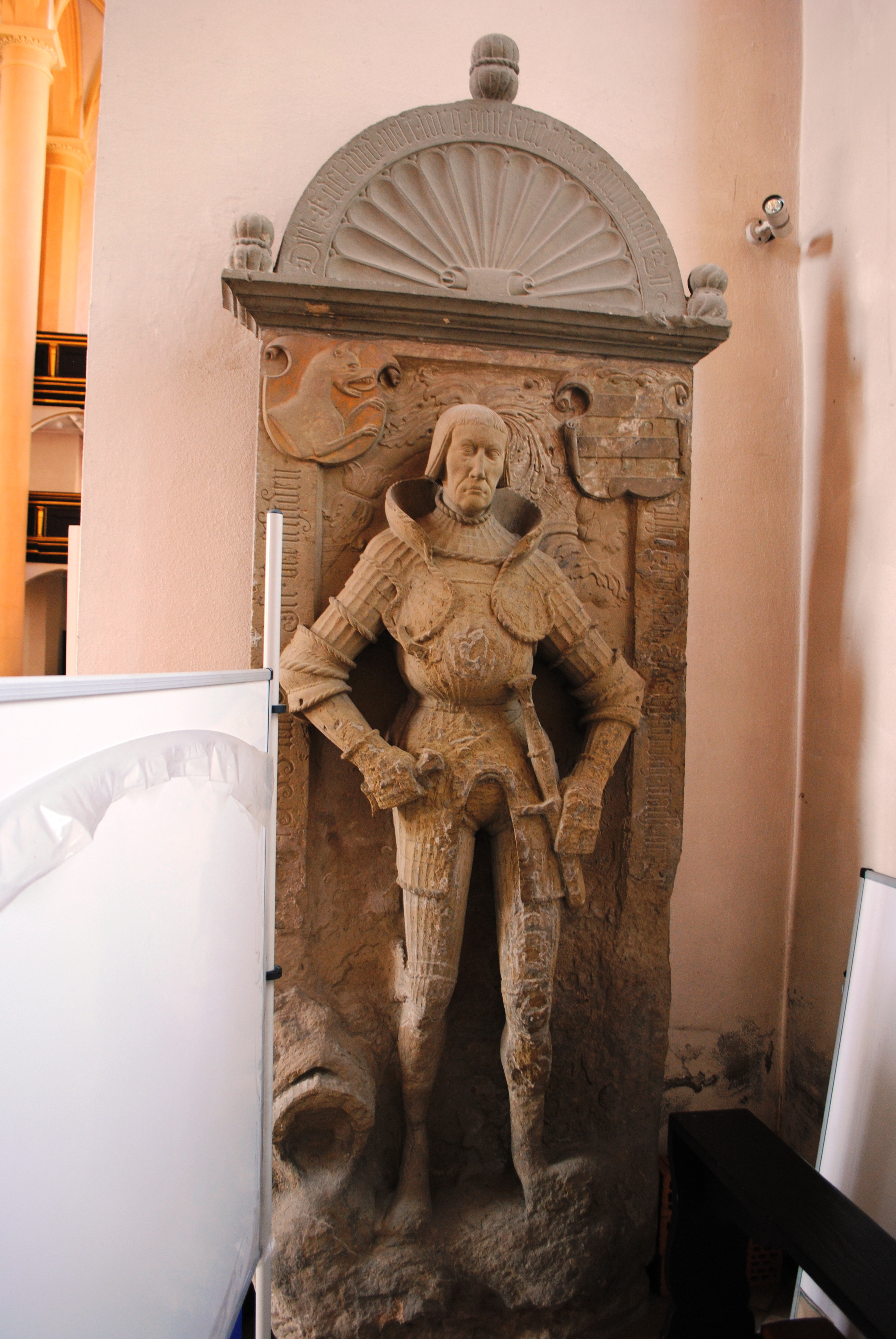
Epitaph des Georg von Gnodstadt zu Rüdenhausen in der Iphöfer Veitskirche

- (wohl legendär) Bernwolf von Gnodstadt (gen. 1119)
- (wohl legendär) Heinrich von Gnodstadt (gen. 1179)
- A1 Otto von Gnodstadt (gen. 1240–1252)
  - B1 Heinrich von Gnodstadt
  - B2 Konrad von Gnodstadt
  - B3 Walther von Gnodstadt
    - C1 Arnold von Gnodstadt zu Rüdenhausen (gen. 1359–1379)
      - D1 Konrad III. von und zu Gnodstadt (1391–1443)
        - E1 Burkhard von Gnodstadt zu Rüdenhausen (gen. 1414–1450)
          - F1 Kaspar von Gnodstadt (gen. 1450–1487)
            - G1 Nikolaus von Gnodstadt († 1523), Jurist und Verweser des Armenhauses St. Gabriel in Würzburg
            - G2 Burkhard von Gnodstadt der Jüngere († 1522) ∞ Kunigunde von Eyb
              - H1 Felicitas
              - H2 Kunigunde

            - G3 Margarethe ∞ Reinhard Fuchs von Burg Breitbach
            - G4 Georg Gnodstadt zu Rüdenhausen (gen. 1522–1533) ∞2 Barbara Eselin zu Altenschönbach

        - E2 Hartung von Gnodstadt zu Bibergau
        - E3 Margarete ∞ Kilian von Thüngen 
          - F2 Hartung von Gnodstadt zu Bibergau 
            - G5 Hans von Gnodstadt zu Bibergau ∞ Magdalena von Eltershofen
              - H3 Werner von Gnodstadt
              - H4 Konrad von Gnodstadt
              - H5 Hans von Gnodstadt zu Bibergau ∞ Anna von Seckendorff-Gutend
                - I1 Dorothea von Gnodstadt

Weitere Mitglieder des Geschlechts:
- Johannes von Gnodstadt, Konventsmitglied von Münsterschwarzach
- Felizitas von Gnodstadt ∞ Heinrich von Wenkheim

## Besitzungen
In einem Register, der sogenannten „Ritterlichen Anlage“ von Bibergau, wurden die Besitzungen der Herren von Gnodstadt aufgezählt. Im Jahr 1528 waren neun Familien in Bibergau der Familie zugeordnet. Darüber hinaus zählten 22 Familien in Rüdenhausen, 15 ½ in Abtswind, 7 ½ in Wiesentheid, 5 in Gräfenneuses, 6 in Obersambach, 4 ½ in Albertshofen und 9 ¼ Wiesenbronn. Hinzu kamen außerdem Gerechtsame in Schallfeld und Wiesenbronn. Die Töchter des Burkhard verkauften nach dessen Tod darüber hinaus Güter in Kleinlangheim, Schönaich, Prühl, Geesdorf und den Wald bei Wailersbach. Dem Schloss in Rüdenhausen waren außerdem Untertanen in Dürrnbuch, Haag und Gräfenneueses zugeordnet.

## Wappen
Das Wappen der Herren von Gnodstadt findet sich heute auf einem Abendmahlskelch, der sich in der Peter-und-Paulskirche in Rüdenhausen als Teil des Kirchenschatzes erhalten hat. Auf dem durch Hans von Gnodstadt und seiner Frau Anna von Seckendorff gestifteten Kelch wurde das Allianzwappen Gnodstadt–Seckendorff angebracht. Außerdem ist es auf dem Epitaph des Georg von Gnodstadt in der Iphöfer Veitskirche zu finden. Blasonierung: In Gold ein oberhalber roter Rüde. Die Helmzier wird ebenfalls von einem roten Rüden gebildet. Die Helmdecken sind in Gold und Rot gehalten. Das heutige Wappen der Gemeinde Rüdenhausen spielt auf das Zeichen der Familie an.